# John Johnson (compositore)
John Johnson (1545 circa – 1594) è stato un compositore inglese.

## Biografia
Molto poco si conosce sul suo conto se non che fu liutista, compositore di canzoni e di musica per liuto alla corte di Elisabetta I. Fu il padre del liutista Robert Johnson.

## Discografia
Due suoi pezzi, una sua  "Pavan" e una "Galliard", sono stati registrati da Julian Bream e John Williams.